# Maurice Thiriet (Komponist)
Maurice Charles Thiriet (* 2. April 1906 in Meulan; † 28. September 1972 in Puys, Gemeinde Bracquemont, Seine-Maritime) war ein französischer Komponist.

## Leben
Maurice Thiriet, der seinen ersten Klavierunterricht von seiner Mutter erhielt, begann im Alter von 13 Jahren zu komponieren. Gefördert durch Maurice Ravel begann er 1923 ein Studium bei Charles Silver am Conservatoire de Paris. Von 1925 bis 1930 studierte er hier Harmonielehre und Kontrapunkt bei Charles Koechlin sowie Komposition, Instrumentation und Musikästhetik bei Alexis Roland-Manuel. In den frühen 1930er-Jahren erlernte er bei Maurice Jaubert die Technik der Komposition von Filmmusik. Während des Zweiten Weltkrieges kam Thiriet als Kriegsgefangener ins Stalag IX A Ziegenhain und leitete dort das Lagerorchester.
Von 1933 bis 1972 schuf er die Musik für mehr als 80 Filme, darunter Fanfan, der Husar (1952) und Therese Etienne (1957). Mit Kinder des Olymp, dessen Musik er zusammen mit Joseph Kosma geschrieben hatte, erlangte er 1945 internationale Bekanntheit.
Darüber hinaus schrieb Thiriet Orchesterwerke, Lieder, die Oper Le Bourgeois de falaise (1953) und 16 Ballette. Von seinen Orchesterwerken erlangte vor allem das dreisätzige Konzert für Flöte und Streichorchester (1959) größere Rezeption. Stilistisch wird Thiriets Musik weitgehend dem Neoklassizismus zugeordnet. Er verarbeitete auch Elemente des Jazz.

## Filmografie (Auswahl)
- 1942: Die Nacht mit dem Teufel (Les Visiteurs du soir)
- 1943: Das Geheimnis von Madame Clapain (Le Secret de Madame Clapain)
- 1943/45: Kinder des Olymp (Les enfants du paradis)
- 1944: Engel der Nacht (L’Ange de la nuit)
- 1946: Der Idiot (L’Idiot)
- 1946: Der ewige Gatte (L’Homme au chapeau rond)
- 1946: Das Halsband der Königin (L’Affaire du collier de la reine)
- 1947: Feuer im Bazar (La Kermesse rouge)
- 1949: Ritter seines Königs (Du Guesclin)
- 1949: Ein hübscher kleiner Strand (Une si jolie petite plage)
- 1950: Opiumhölle Shanghai (Mystère à Shanghai)
- 1952: Schmuggler am Werk (La Maison dans la dune)
- 1952: Fanfan, der Husar (Fanfan la Tulipe)
- 1953: Thérèse Raquin – Du sollst nicht ehebrechen (Thérèse Raquin)
- 1953: Die Liebe endet im Morgengrauen (Les Amours finissent à l’aube)
- 1953: Lucrezia Borgia (Lucrèce Borgia)
- 1954: Die letzte Etappe (Le Grand jeu)
- 1956: Schuld und Sühne (Crime et châtiment)
- 1957: Luzifers Tochter (Retour de manivelle)
- 1957: Therese Etienne (Thérèse Étienne)
- 1958: Des Königs bester Mann (La Tour, prends garde!)
- 1958: Die großen Familien (Les grandes familles)
- 1959: Mit den Augen der Liebe (Les Yeux de l’amour)